# 新妻下半身 わしづかみ
『新妻下半身 わしづかみ』（にいづまかはんしん わしづかみ）は、1991年に製作された佐藤寿保監督の日本映画。2008年の新版プリント以降は『新妻奴隷 強制愛撫』のタイトルで公開されており、こちらのタイトルでの紹介も多い。

## あらすじ
セーラー服姿の車椅子の少女をつれて、真昼の街をウロつくサングラスに白衣の男・滝沢幾郎。何かを探すように車椅子を押す男は、少女の「あのお姉さんが欲しい」の声を受け、ウェディングドレスの女に声を掛け、催眠スプレーで眠らせた上ボックスカーに乗せて誘拐する。滝沢はユリを神聖視し、世の中の女たちは全て「病んでいる」状態にあると考える滝沢は、「治療」と称し洗脳、調教し奴隷化。ときにエリの遊び道具として、時に家具として自宅兼診療所に幽閉していたのだ。
しかしそんなエリを同級生である矢島秀之が偶然目撃。加えて誘拐の現場にもめぐり合わせてしまう。自分のことも覚えておらず、どこかエリの様子のおかしいことに気付いた矢島は、かつて訪れたこともある滝沢の自宅、滝沢病院に忍び込む。

## 登場人物
滝沢エリ　
演 - 浅井理恵　
思春期の頃から心身ともに成長が止まった少女。容姿は20歳。精神年齢は12歳。「お姉さま」を探し求める。精神年齢が後退しているのは父・滝沢による精神破壊のため。フランス人形を大事に抱えている。
滝沢幾郎：
演 - 佐野和宏
廃墟となった病院で暮らす白衣の男。元開業医。35歳くらいと設定されている。大人の女の心は傲慢であるため、調教により心を破壊し、何も考えられない無垢な状況にすることを「治療」と称し行っている。なお、陰毛は穢れた大人の象徴のため、除去している。
滝沢祥子
演 - 浅井理恵（2役）
滝沢の妻。病院の庭で全裸折檻を受けるなどしていたが、耐えかねて家出を決意するも、滝沢により殺される。死後は滝沢により神聖化視されている。その遺体は火葬されることなく、棺は何らかの方法で美しさを保ったまま自室で保存されている。
美奈子
演 - 中村京子
滝沢病院内で牝奴隷と化した女。看護師的な立ち位置。
あゆみ：
演 - 水鳥川彩
滝沢に誘拐された女性。滝沢により拉致、洗脳されていく。
智子：
演 - 杉下なおみ
公園で読書していたところを拉致された女。滝沢と無理やりセックスや野外羞恥をさせられる。
矢島秀之：
演 - 今泉浩一
エリとは同級生だった。エリ用の奴隷として精神改造調教を受けるが、それに耐えて、エリの心を解きほぐしていく。
学生
演 - 伊藤清美
エリに拉致され、顔面と足を包帯で巻かれる学生。

## スタッフ
- 脚本：五代響子『新妻下半身　わしづかみ』より
- 監督：佐藤寿保
- 撮影：河中金美
- 照明：岩崎豊
- 編集：酒井正次
- 録音：銀座サウンド
- 助監督：江尻健司、須川修次
- 音楽：DOLL[1]
- スチール：佐藤初太郎
- 現像：東映ラボテック
- 製作：獅子プロダクション
- 提供・配給：エクセスフィルム